# Claudia Hoffmann

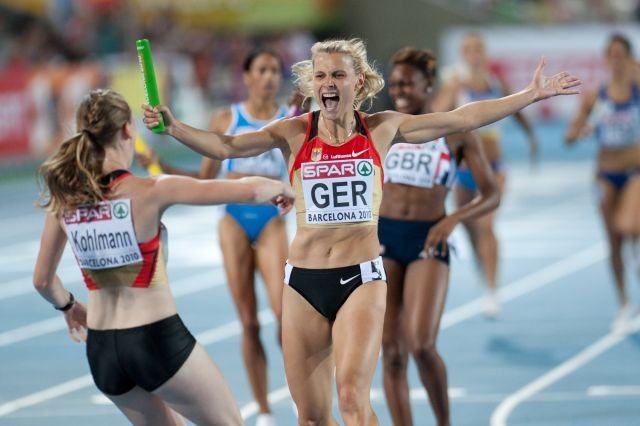
Claudia Hoffmann

Claudia Hoffmann (née le 10 décembre 1982 à Nauen) est une athlète allemande spécialiste du 400 mètres.

## Carrière
Elle remporte le titre de champion d'Allemagne du 400 mètres quatre fois consécutivement de 2005 à 2008, et s'impose par ailleurs lors des éditions « indoor » 2006 et 2007. Elle obtient plusieurs places d'honneur en grands championnats au sein de l'équipe du relais 4 × 400 m allemand, se classant sixième des Championnats d'Europe 2006, et huitième des Jeux olympiques de 2008 et des Championnats du monde de 2009. 
Elle améliore son record personnel sur le tour de piste en début de saison 2010 en réalisant 51 s 65 début juin à Ratisbonne. Le 1er août, Claudia Hoffmann remporte la médaille d'argent du relais 4 × 400 m lors des Championnats d'Europe de Barcelone. L'équipe d'Allemagne, composée par ailleurs de Fabienne Kohlmann, Esther Cremer et Janin Lindenberg, réalise le temps de 3 min 24 s 07 et s'incline finalement face à l'équipe de Russie. En 2018, elle récupère le titre après disqualification des Russes.

## Palmarès
| Date | Compétition                       | Lieu              | Résultat | Épreuve   | Temps         |
| ---- | --------------------------------- | ----------------- | -------- | --------- | ------------- |
| 2000 | Championnats du monde juniors     | Santiago du Chili | 5e       | 4 × 400 m | 3 min 36 s 70 |
| 2003 | Championnats du monde             | Paris             | 4e       | 4 × 400 m | 3 min 26 s 25 |
| 2005 | Championnats du monde             | Helsinki          | 6e       | 4 × 400 m | 3 min 27 s 96 |
| 2006 | Coupe d'Europe des nations        | Malaga            | 3e       | 400 m     | 52 s 81       |
| 2006 | Championnats d'Europe             | Göteborg          | 5e       | 4 × 400 m | 3 min 28 s 18 |
| 2007 | Championnats d'Europe en salle    | Birmingham        | 5e       | 4 × 400 m | 3 min 32 s 46 |
| 2008 | Jeux olympiques                   | Pékin             | 6e       | 4 × 400 m | 3 min 28 s 45 |
| 2009 | Championnats du monde             | Berlin            | 4e       | 4 × 400 m | 3 min 27 s 61 |
| 2010 | Championnats d'Europe par équipes | Bergen            | 2e       | 4 × 400 m | 3 min 26 s 96 |
| 2010 | Championnats d'Europe             | Barcelone         | 1re      | 4 × 400 m | 3 min 24 s 07 |
| 2011 | Championnats d'Europe en salle    | Paris             | 5e       | 4 × 400 m | 3 min 33 s 80 |

## Records
| Épreuve | Épreuve   | Temps   | Lieu       | Date            |
| ------- | --------- | ------- | ---------- | --------------- |
| 400 m   | Plein air | 51 s 65 | Ratisbonne | 5 juin 2010     |
| 400 m   | En salle  | 52 s 02 | Karlsruhe  | 25 février 2006 |